# Slavin Cindrić
Slavin Cindrić (Temišvar, 1901. – Zagreb, 28. travnja 1942.) bio je hrvatski nogometaš, nogometni reprezentativac. 
Nogometa se ostavio kad je imao 29. godina, 1930. godine. Umro je od upale pluća 1942. godine u Zagrebu.

## Igračka karijera

### Klupska karijera
Igrao je za zagrebačke klubove Concordiju, Građanski i HAŠK. Igrao je u Mitropa kupu 1928. u četvrtzavršnici.
S zagrebačkim Građanskim se okitio trima naslovima državnog prvaka 1923., 1926. i 1928.

### Reprezentativna karijera
Za reprezentaciju je zaigrao prvi put 28. kolovoza 1920. protiv Čehoslovačke dok je još igrao za Concordiju. Ta je utakmica završila 7:0 za Čehoslovačku. Poslije je kao igrač Građanskog igrao za reprezentaciju, a zadnju protiv Portugala 29. svibnja 1928. godine na olimpijskom turniru u Amsterdamu.
Bio je prvi nogometaš koji je postigao hat-trick za Jugoslaviju. Bilo je to u prijateljskoj utakmici protiv Bugarske 30. svibnja 1926. godine na utakmici u Maksimiru. Reprezentacija je gubila 0:1 na poluvremenu. Cindrić je ušao u drugom poluvremenu umjesto Stevana Luburića i preokrenuo je utakmicu, postigavši pogotke u 75., 83. i 86. minuti. Ukupno je odigrao pet susreta, a ovo su mu bili jedini pogodci za reprezentaciju.
Odigrao je 13 utakmica za reprezentaciju Zagrebačkog nogometnog podsaveza u razdoblju od 1920. do 1928. godine.
Sudjelovao je na OI 1920. godine u Antwerpenu, a od hrvatskih nogometaša s njim su igrali za reprezentaciju Jugoslavije Dragutin Vrđuka, Vjekoslav Župančić, Jaroslav Šifer, Rudolf Rupec, Dragutin Vragović, Artur Dubravčić, Emil Perška i Josip Scholz. Odigrao je utakmicu protiv Čehoslovačke. Zatim je bio među pozvanima na OI 1924. u Parizu, ali nije igrao nijednu utakmicu, a od hrvatskih nogometaša s njim su bili u izabranom sastavu Dragutin Babić, Stjepan Bocak, Artur Dubravčić, Dragutin Friedrich, Andrija Kujundžić, Antun Pavleković, Alfons Pažur, Adolf Percl, Dragutin Vragović, Dragutin Vrđuka, Branko Zinaja, Emil Perška, Eugen Dasović, Emil Plazzeriano, Janko Rodin, Marijan Marjanović, Rudolf Rupec, Stjepan Vrbančić i Vladimir Vinek. Zadnji nastup na OI bio mu je OI 1928. godine, gdje je odigrao protiv Portugala. Hrvatski suigrači u nogometnoj reprezentaciji bili su Dragutin Babić, Nikola Babić, Ljubo Benčić, Mirko Bonačić, Franjo Giler, Emil Perška, Danijel Premerl te trener Ante Pandaković.

## Vanjske poveznice
- FIFA.com  Arhivirana inačica izvorne stranice od 8. studenoga 2012. (Wayback Machine) Slavin Cindrić
- Slavin Cindrić  Arhivirana inačica izvorne stranice od 25. listopada 2012. (Wayback Machine)  Sports-Reference.com